# Соколов, Исаак Васильевич
Исаак Васильевич Соколов — советский военачальник, участник Гражданской войны.

## Биография
Точные дата и место рождения и смерти — неизвестны.
Служил в РККА, участник Гражданской войны в России.
Был начальником пулемётной команды 92-го стрелкового полка, курсантом дивизионной школы 11-й стрелковой дивизии, красноармейцем 91-го стрелкового полка.

## Награды
- Был награждён тремя орденами Красного Знамени — 1921, 1922, 1922.